# Hebej
Hebej (kitajsko: 河北; dob.: 'Severno od [Rumene] reke') je severna provinca Ljudske republike  Kitajske. Je šesta najbolj naseljena kitajska provinca z več kot 75 milijoni prebivalcev. Njeno glavno mesto je Šidžjadžuang. Prebivalstvo province tvori 96 % Hanov, 3 % Mančujev, 0,8 % Hujev in 0,3 % Mongolov, ki govorijo tri narečja: džilujsko, pekinško in džinsko mandariščino. 
Hebej na zahodu meji na Šanši, na jugu na Henan, na jugovzhodu na Šandong, na severovzhodu na Ljaoning in na severu na avtonomno regijo Notranja Mongolija. Provinca Hebej meji tudi na  neposredno upravljani občini Peking in Tjandžin. Gospodarstvo province temelji na kmetijstvu in industriji. Je  glavni proizvajalec jekla na Kitajskem in zato velik onesnaževalec zraka
V provinci je pet krajev Unescove svetovne dediščine: Veliki kitajski zid, poletna palača Čengde, Veliki prekop, grobnice Vzhodnega Činga in grobnice Zahodnega Činga. Je tudi dom petih nacionalnih zgodovinskih in kulturnih mest: Handan, Baoding, Čengde, Džengding in Šanhajguan. 
V obdobju pomladi in jeseni in obdobju vojskujočih se držav sta v regiji vladali državi Jan in Džao.  V času dinastije Juan se je regija imenovala provinca Džongšu, v dinastiji Ming  Severni Džili, v dinastiji Čing pa Provinca Džili. Sodobna provinca Hebej je bila ustanovljena leta 1928.

## Zgodovina

### Prazgodovina in zgodnja zgodovina
Na ravnicah Hebeja je pred okoli 200.000 do 700.000 leti živel pekinški človek, zgodnji prazgodovinski Homo erectus. 
Neolitske najdbe na prazgodovinskem najdišču Bejfudi so iz obdobja 7000 in 8000 pr. n. št.
Hebej je prizorišče številnih zgodnjih kitajskih mitov. Fuši, eden od treh vladarjev in petih cesarjev, naj bi živel v današnjem Šingtaiju. V Džangdžjakouju je potekala mitološka bitka pri Džuoluju, v kateri so zmagali Rumeni cesar, cesar Jana in njihova janhuanška plemena proti plemenom Džjuli, ki so jih vodili Čijou in je začeli civilizacijo Huašja. 
V obdobju pomladi in jeseni (722 pr. n. št.–476 pr. n. št.) je bil Hebej pod oblastjo Jana na severu in Džina na jugu. V tem obdobju je nomadsko ljudstvo Di napadlo ravnice severne Kitajske in v osrednjem Hebeju ustanovilo državo Džongšan. V obdobju vojskujočih se držav (403 pr. n. št.–221 pr. n. št.) je bil Džin razdeljen in velik del njegovega ozemlja v Hebeju je pripadel Džau. 

### Dinastiji Čin in Han
Dinastija Čin je leta 221 pr. n. št. združila Kitajsko  pod enim vladarjem, cesarjem Čin Ši Huangom. Dinastija Han (206 pr. n. št.–220 n. št.) je Hebej razdelika na prefekturi Jou na severu in Dži na jugu. Ob koncu dinastije Han je bila večina Hebeja pod oblastjo vojskovodj Gongsun Dzana na severu in Juan Šaa na jugu. Juan Šao je premagal Gongsun Dzana in zavladal celotnemu ozemlju, potem pa ga je v bitki pri Guanduju leta 200 premagal Cao Cao. Hebej je prišel pod oblast kraljestva Vej, ki so ga ustanovili Cao Caovi potomci. 

### Džin v obdobju treh kraljestev
Po vdorih severnih nomadskih ljudstev ob koncu dinastije Zahodni Džin se je v Šestnajstih kraljestvih ter Severnih in Južnih dinastijah začel kaos. Zaradi svoje lege na severni meji je Hebej večkrat zamenjal lastnika in so mu v različnih obdobjih vladali Kasnejši Džao, nekdanji Jan, nekdanji Čin in Kasnejši Jan. Severni Vej je leta 440 ponovno združil severno Kitajsko, vendar je leta 534 razpadel, tako da je Hebej prišel pod Vzhodni Vej in zatem pod Severni Či s prestolnico Je blizu sodobnega Lindžanga. Dinastija Sui je ponovno združila Kitajsko leta 589. 

### Dinastija Tang in Pet dinastij
V času dinastije Tang (618–907) se je območje prvič uradno imenovalo Hebej. V Hebeju je bila med letoma 756 in 763 med anlušanskim uporom ustanovljena država Veliki Jan. Po uporu je vojaško okrožje Lulong Džjeduši obdržalo neodvisnost od Tanga večino 9. stoletja. V poznem obdobju petih dinastij in desetih kraljestev je bil Lulong razdrobljen med več režimi, vključno s kratkotrajnim Janom. Na koncu ga je leta 913 priključil Li Cunšu, ustanovitelj Poznega Tanga (923–936). Cesar Gaodzu iz Kasnejše dinastije Džin je velik del severnega Hebeja odstopil kitanski dinastiji Liao. To ozemlje, imenovano Šestnajst prefektur Janjuna, je v naslednjem stoletju postalo šibka točka kitajske obrambe pred Kitani, ker je ležalo znotraj Velikega zidu.

### Song med dinastijami Juan
Med dinastijo Severni Song (960–1127) je šestnajst odstopljenih prefektur ostalo predmet spora med dinastijama Song in Liao. Kasneje je dinastija Južni Song po vojnah leta 1127 prepustila celotno severno Kitajsko, vključno s Hebejem, dinastiji Džurčen Džin. 
Hebej je močno prizadela poplava Rumene reke, ki je med letoma 1048 in 1128  tekla neposredno skozi provinco in ne na njenem jugu.
Mongolska dinastija Juan je razdelila Kitajsko na province. Hebej ni postal provinca, ampak je bil pod neposredno upravo sekretariata v prestolnici Dadu.

### Dinastiji Ming in Čing
Dinastija Ming je vladala Hebeju neposredno iz cesarske prestolnice Peking. Ko je leta 1644 prišla na oblast mandžurska dinastija Čing, je  Hebej postal znan kot Džili (dobesedno Pod neposredno oblastjo). Njegove meje so se razširile proti severu globoko v Notranjo Mongolijo in se po pristojnostih prekrivale z ligami Notranje Mongolije. 

### Republika Kitajska
Dinastija Čing je propadla leta 1912 in nadomestila jo je Republika Kitajska. V republiki se je po nekaj letih začela državljanska vojna, v kateri  so tekmovali za oblast regionalni vojskovodje. Po uspešnem severnem pohodu Kuomintanga leta 1926 in 1927 je bila prestolnica prestavljena iz Pekinga v Nanking. Ime province Džili je bilo spremenjeno v Hebej. 
Med drugo svetovno vojno je bil Hebej pod nadzorom reorganizirane nacionalne vlade Republike Kitajske, marionetne države cesarske Japonske. 

### Ljudska republika Kitajska
Ustanovitev Ljudske republike Kitajske je prinesla več sprememb. Regija okoli  Čengdeja, prej del province Rehe (zgodovinsko del Mandžurije) in regija okoli Džangdžjakouja, prej del province Čahar (zgodovinsko del Notranje Mongolije), sta bili vključeni v Hebej. To je razširilo njegove meje proti severu preko Velikega zidu. Mesto Pujang je bilo izvzeto iz province in Hebej je izgubil dostop do Rumene reke. Mesto je nekaj časa  spadalo v provinco Pingjuan in bilo nato priključeno Henanu. Prestolnico province  so iz Baodinga preselili v Šjadžuang in za kratek čas v Tjandžin. 
28. julija 1976 je Tangšan prizadel potres, najsmrtonosnejši v 20. stoletju, v katerem je umrlo več kot 240.000 ljudi. V naslednjem desetletju je bil niz manjših potresov. 
Danes Hebej skupaj z mestnima občinama Peking in Tjandžin tvori megalopolis Džing-Džin-Dži, ki je s 130 milijoni prebivalcev približno šestkrat večji od metropolitanskega območja New Yorka  in eden največjih grozdov megalopolisov na Kitajskem. Peking je z ustanovitvijo novega okraja Šjongjan, ki združuje tri občine, prepustil provinci nekaj manj pomembnih funkcij.

## Geografija
Hebei je edina kitajska  provinca, ki vsebuje planote, gore, hribe, obale, ravnine in jezera. Večina osrednjega in južnega Hebeja leži znotraj Severnokitajske nižine. Zahodni Hebej se dviga v gorovje Tajhang Šan, na severu pa skozi Hebej poteka pogorje Jan Šan. Onkraj gora so travišča Notranje Mongolije. Najvišji vrh province  je gora Šjaovutaj v okrožju Ju na severozahodu province z nadmorsko višino 2882 m.
Hebej na vzhodu meji na Bohajsko morje.  Večino osrednjega in južnega dela province pokriva porečje reka Haj, severovzhod pa porečje reke Luan. Največje umetno jezero in rezervoar sladke vode je Baijangdjan v okrožju Anšin v Baodingu. 
Večja mesta v Hebeju so Šidžjadžuang, Baoding, Tangšan, Činhuangdao, Handan in Džangdžjakou. 
Hebej ima vlažno celinsko podnebje pod vplivom monsuna. Zime so hladne in suhe, poletja pa vroča in vlažna. Povprečne temperature so od −16 do −3 °C januarja in 20 do 27 °C  julija. Letna količina padavin se giblje od 400 do 800 mm, večinoma poleti.

## Vira
- Economic profile for Hebei at Hong Kong Trade Development Council
- Ponds, Paddies and Frontier Defence: Environmental and Economic Changes in Northern Hebei in Northern Song China (960–1127)